# (4349) Tibúrcio
(4349) Tibúrcio – planetoida z pasa głównego asteroid okrążająca Słońce w ciągu 4 lat i 88 dni w średniej odległości 2,62 j.a. Została odkryta 5 czerwca 1989 roku w Obserwatorium La Silla przez Wernera Landgrafa. Nazwa planetoidy pochodzi od Julio Cesara dos Santosa Tibúrcio, brazylijskiego astronoma amatora. Przed jej nadaniem planetoida nosiła oznaczenie tymczasowe (4349) 1989 LX.